# برجهاب
برجهاب (به عربی: برجهاب) یک روستا در سوریه است که در ناحیه مرکزی اریحا واقع شده‌است. برجهاب ۶۱۹ نفر جمعیت دارد.